# Кен Бошкоф
Кен Бошкоф (на английски: Ken Boshcoff) е канадски политик от български и украински произход.
Избиран е 2 пъти за депутат във федералния парламент от провинция Онтарио (2004 – 2008), 7 години е кмет на град Тъндърбей (1997 – 2003). Има 3 черни колана в различни бойни изкуства, по време на мандата си като кмет превръща Тъндърбей в столица на бойните изкуства.

## Биография
Кен Бошкоф е роден на 20 юни 1949 година в град Форт Уилям, Онтарио. Бащата на Кен е българинът Трифон Божков, който заминава за Канада през 1918 година – съвсем сам, едва 14-годишен. 10 години по-късно Трифон се запознава с майката на Кен, която е украинка. Семейството има 3 деца – 2 момчета и момиче. Бил е едва на 7 години, когато баща му умира. Израства в квартал, където врата до врата живеят финландци, словаци, италианци и шотландци. Малко по-късно започва да осъзнава и осмисля българската жилка у себе си.
Завършва висше образованиеи по политически науки и икономика в родния си град, а след това получава магистърска степен по екология и планиране в Йоркския университет, Торонто.
Започва кариерата си в Министерството на природните ресурси на Канада. През 1970-те години се прехвърля в застрахователния бизнес и достига поста вицепрезидент на компанията „Reed Stenhouse“, а по-късно и на основаната от него „Boshcoff & Associates“.
През 2007 година Кен Бошкоф иска да му бъде издаден български паспорт, обяснявайки, че прави тази стъпка от уважение към предците си.
През 1978 година Бошкоф влиза в политиката като съветник в кметството на Тъндърбей. Успех е избирането му за кмет на града през 1997 година. През 6-годишния си мандат построява здравен център за изследвания, както и първото училище по медицина в Северна Америка от поне 35 години.
Кен Бошкоф участва като кандидат от Прогресивно-консервативната партия на Канада във федералните избори през 1984 и 1988 година, но без успех.
През 2004 година отново е кандидат за депутат в листата на Либералната партия на Пол Мартин от района Тъндърбей – Рейни Ривър и е избран за депутат. На предсрочните избори за федерален парламент на Онтарио през януари 2006 година е преизбран. Той е депутат до 2008 година, след като на изборите отстъпва на Джон Рафърти.